# Aspitates sulphuraria
Aspitates sulphuraria är en fjärilsart som beskrevs av Fabricius 1794. Aspitates sulphuraria ingår i släktet Aspitates och familjen mätare. Inga underarter finns listade i Catalogue of Life.